# 空木岳
空木岳（うつぎだけ）は長野県駒ヶ根市、飯島町、大桑村にまたがる標高2,864 mの山。木曽駒ヶ岳山群以外では木曽山脈（中央アルプス）で最も標高の高い山であり、日本百名山に選定されている。

## 概要
1951年（昭和26年）に、中央アルプス県立自然公園（後の中央アルプス国定公園）に指定された。『日本百名山』の著者である深田久弥が同著を執筆する際、木曽山脈南半分から一つ選ぼうとして南駒ヶ岳と空木岳とで迷った結果、最終的にはわずかに背が高いこと、そして山名の美しさから空木を選んだという。また山頂には、二等三角点があり、花崗岩の大きな岩が乱立する。山頂直下の北東には空木駒峰ヒュッテがあり、その先の稜線上には「駒石」（写真）と呼ばれる巨石がある。東北東に広がる空木平カールには無人小屋の空木平避難小屋がある。

## 山名の由来
山名は、春に麓の伊那谷から見上げた時、空木岳の頂上だけ雪が残っているのが見え、その残雪模様が卯木（ウツギ）に似ているためとされている。また、ウツギの木が多いことも由来であるとする説もある。西側に下った鞍部は木曽殿越と呼ばれる。
古くは「宇津木岳」とも云った。

## 自然・環境
山頂一帯は花崗岩の岩場であり、その白い砂礫地となっている。空木岳の頂上東側は空木平カールと呼ばれる圏谷地形で、森林限界のハイマツ帯の高山植物の宝庫である。北隣の東川岳からは目の前に立ちはだかるようなピラミッド状の空木岳を見渡せる。1960年（昭和15年）から翌年にかけて周辺で見られたライチョウは、その後確認されていない。周辺では、西側が風が吹くことが多く、風向きが変わると天気の変わり目となることが多い。

### 周辺の動植物
山頂付近には、オコジョ、ホシガラス、イワヒバリなどが生息し、山腹にはニホンカモシカ、ニホンジカなどが生息している。東斜面の空木平では、チングルマ、ハクサンイチゲ、タカネグンナイフウロ、アオノツガザクラなどの高山植物が見られる。

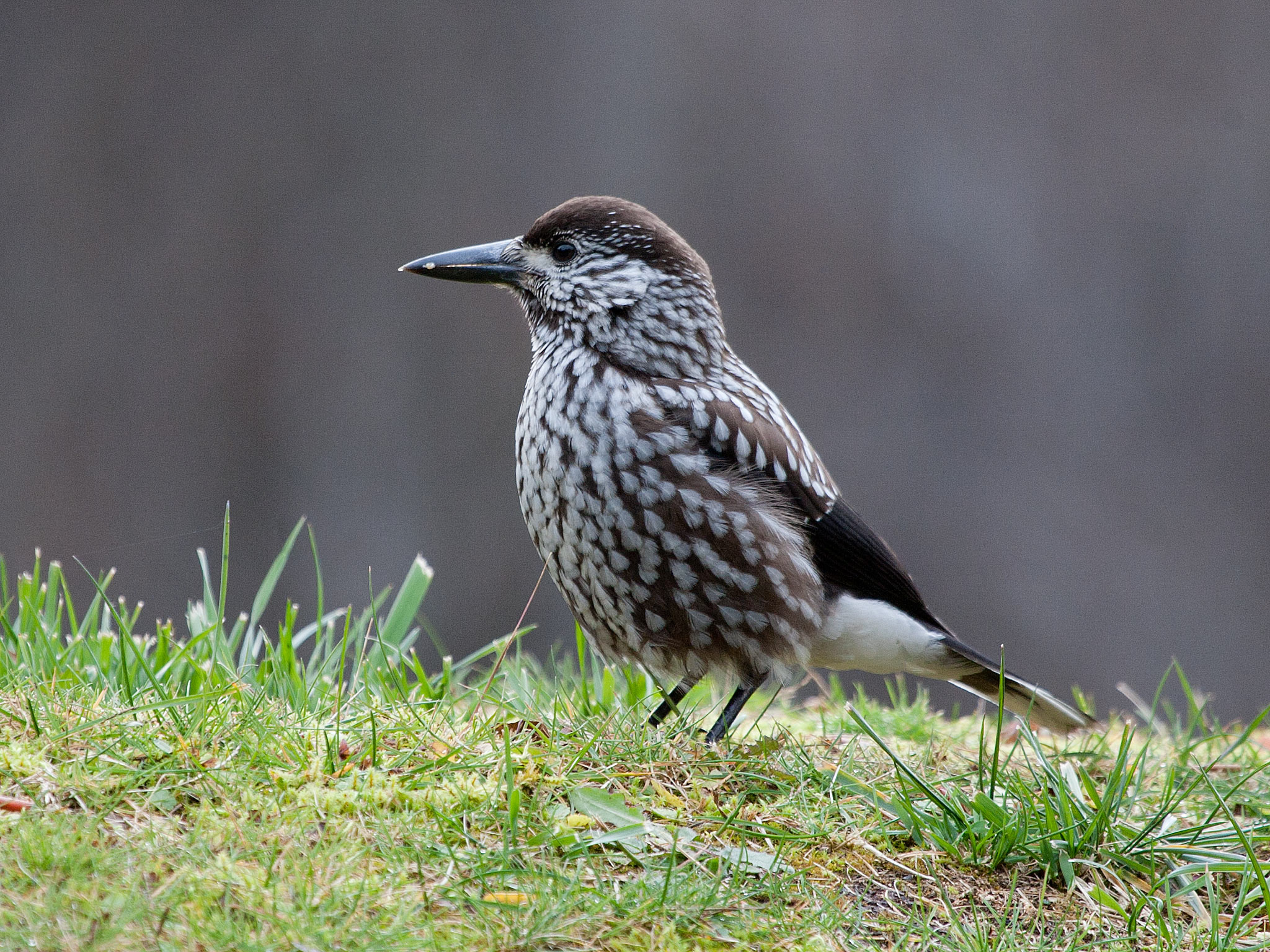
ホシガラス
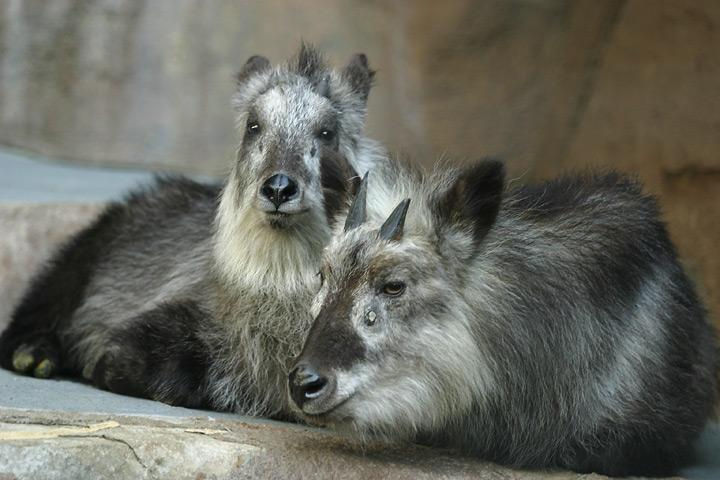
ニホンカモシカ
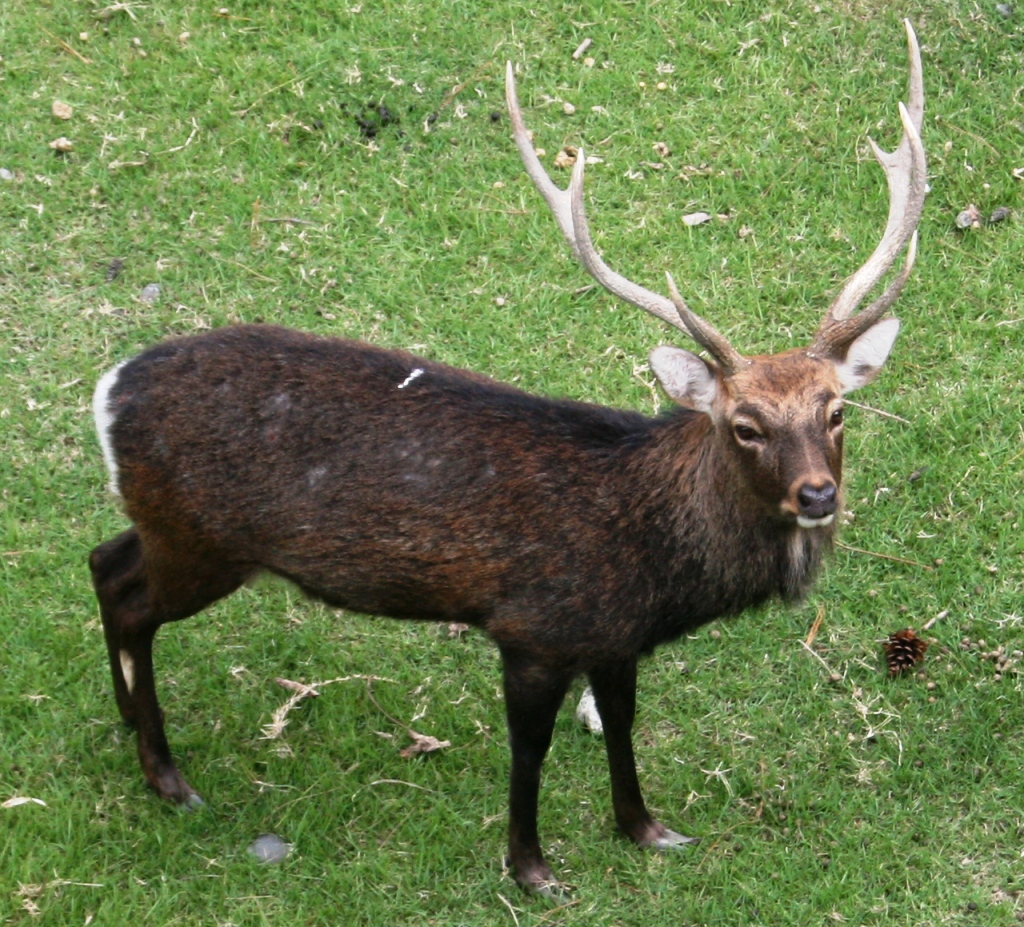
ニホンジカ
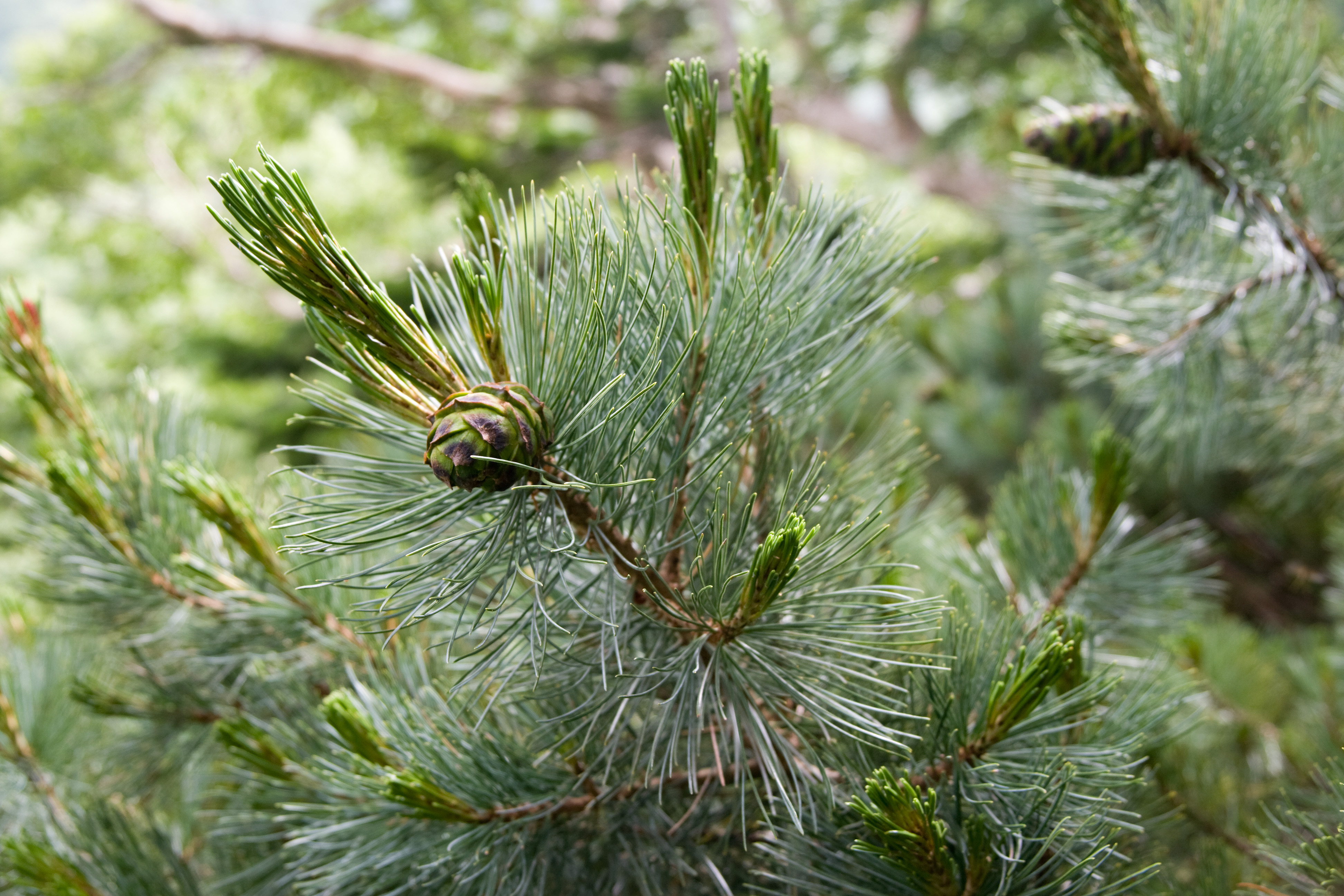
ハイマツ
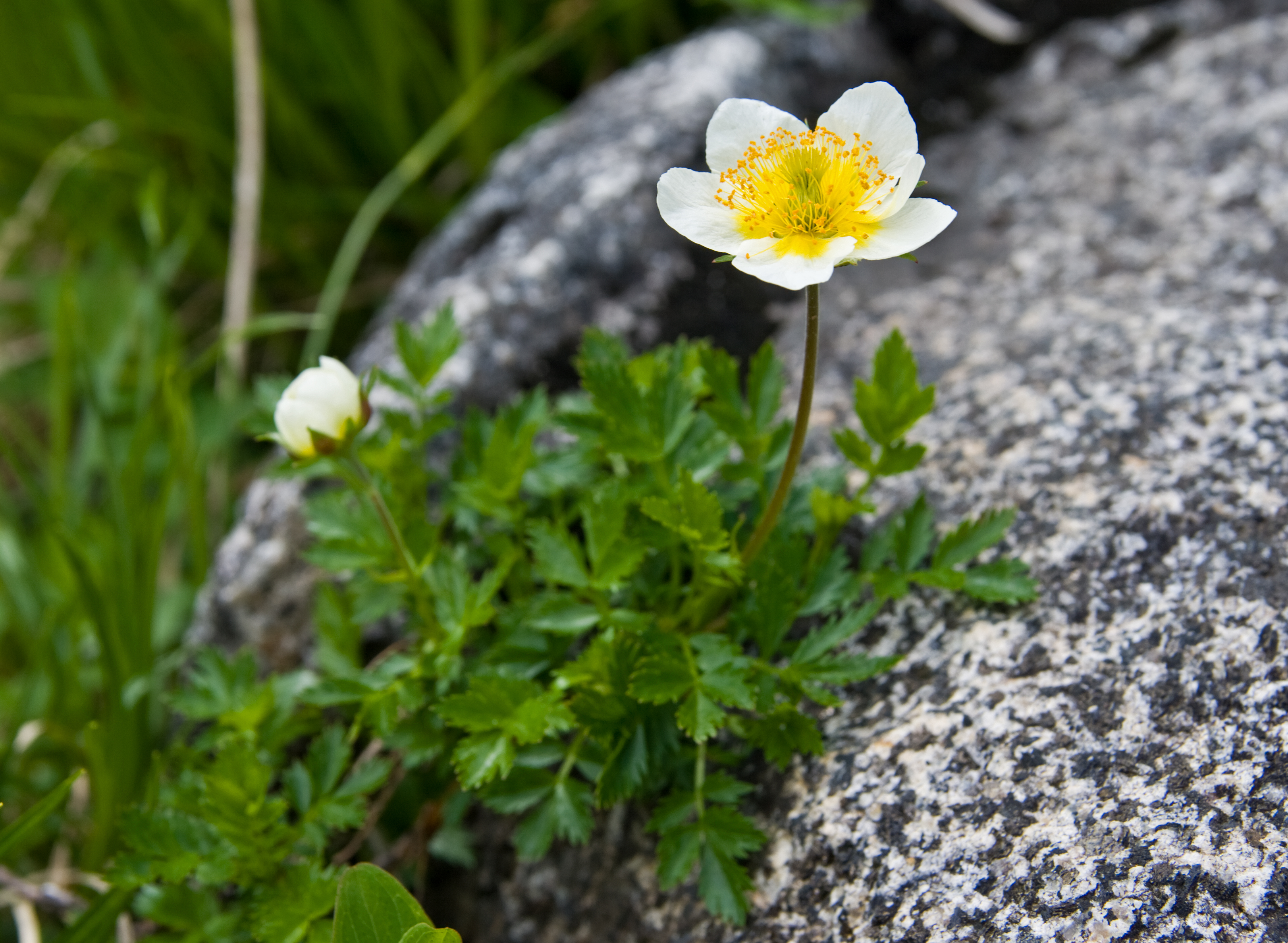
チングルマ
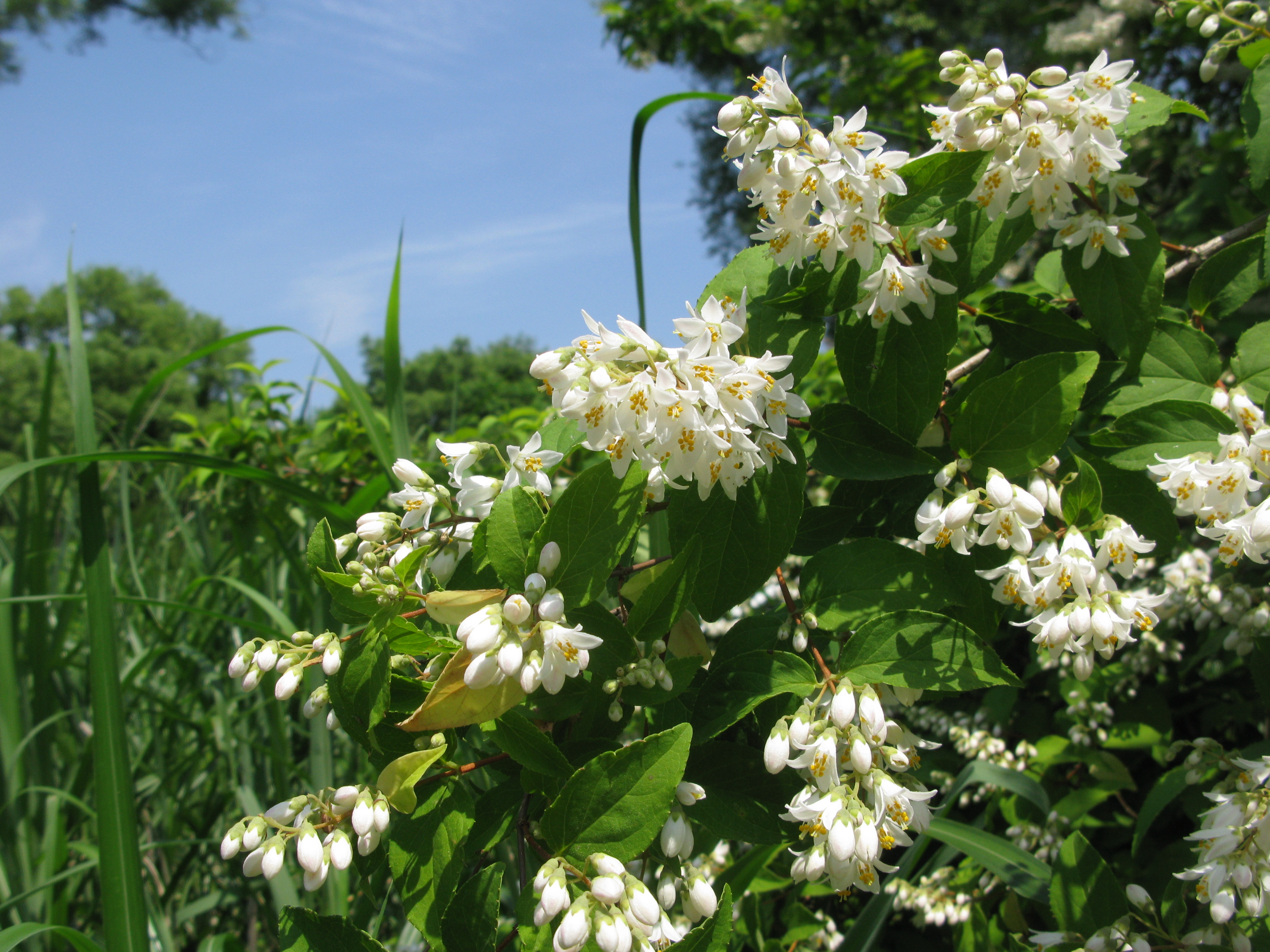
ウツギ

## 登山

### 登山ルート
- 中央アルプス縦走ルート

山頂は、中央アルプスの主稜線にあり南北の縦走ルートとなっている。千畳敷カールから木曽駒ヶ岳に登り、空木岳まで縦走して、池山尾根を下るルートがよく利用されている。
- 池山尾根のルート

菅ノ台（駒ヶ根高原）から池山尾根に沿ったルート。下部の池山小屋付近では、池山を通る稜線ルートと山腹を通るルートがある。上部では、駒石を通る稜線ルートと空木平を通るルートがある。
- 倉本からのルート

JR東海中央本線倉本駅から、二つの尾根を越えて、木曽殿越に至るルート。伊奈川ダムからの伊奈川林道を通るルートは、うさぎ平でこのルートに合流する。

### 周辺の山小屋
中央アルプスの有人の山小屋は、完全予約制となっている。駒ヶ岳頂上山荘にのみキャンプ指定地がある。
| 画像 | 名称             | 所在地                         | 収容 人数 | 備考                                                          |
| ---- | ---------------- | ------------------------------ | --------- | ------------------------------------------------------------- |
|      | 宝剣山荘         | 浄土乗越すぐ西                 | 300人     |                                                               |
|      | 天狗荘           | 浄土乗越すぐ西                 | 300人     |                                                               |
|      | 駒ヶ岳頂上山荘   | 山頂と中岳との鞍部             | 150人     | キャンプ指定地 （テント80張り）                               |
|      | 檜尾小屋         | 檜尾岳山頂直下の東側           | 23人      | 駒ヶ根市所有。旧「檜尾避難小屋」 2022年シーズンから管理者常駐 |
|      | 木曽殿山荘       | 標高2,490 m地点 木曽殿越の鞍部 | 100人     | 小屋西に義仲の力水                                            |
|      | 空木駒峰ヒュッテ | 山頂直下の東側                 | 30人      | 食事提供なし                                                  |
|      | 空木平避難小屋   | 空木平                         | 20人      | 無人小屋                                                      |
|      | 摺鉢窪避難小屋   | 摺鉢窪カール                   | 30人      | 無人小屋                                                      |
|      | 池山小屋         | 池山尾根 池山の南南西          | 20人      | 無人小屋                                                      |

## 地理

### 周辺の山
中央アルプスの中部の主稜線上にある。東北東には池山尾根、東南東には丸山尾根が延びる。北西の東川岳との鞍部は木曽殿越と呼ばれる。

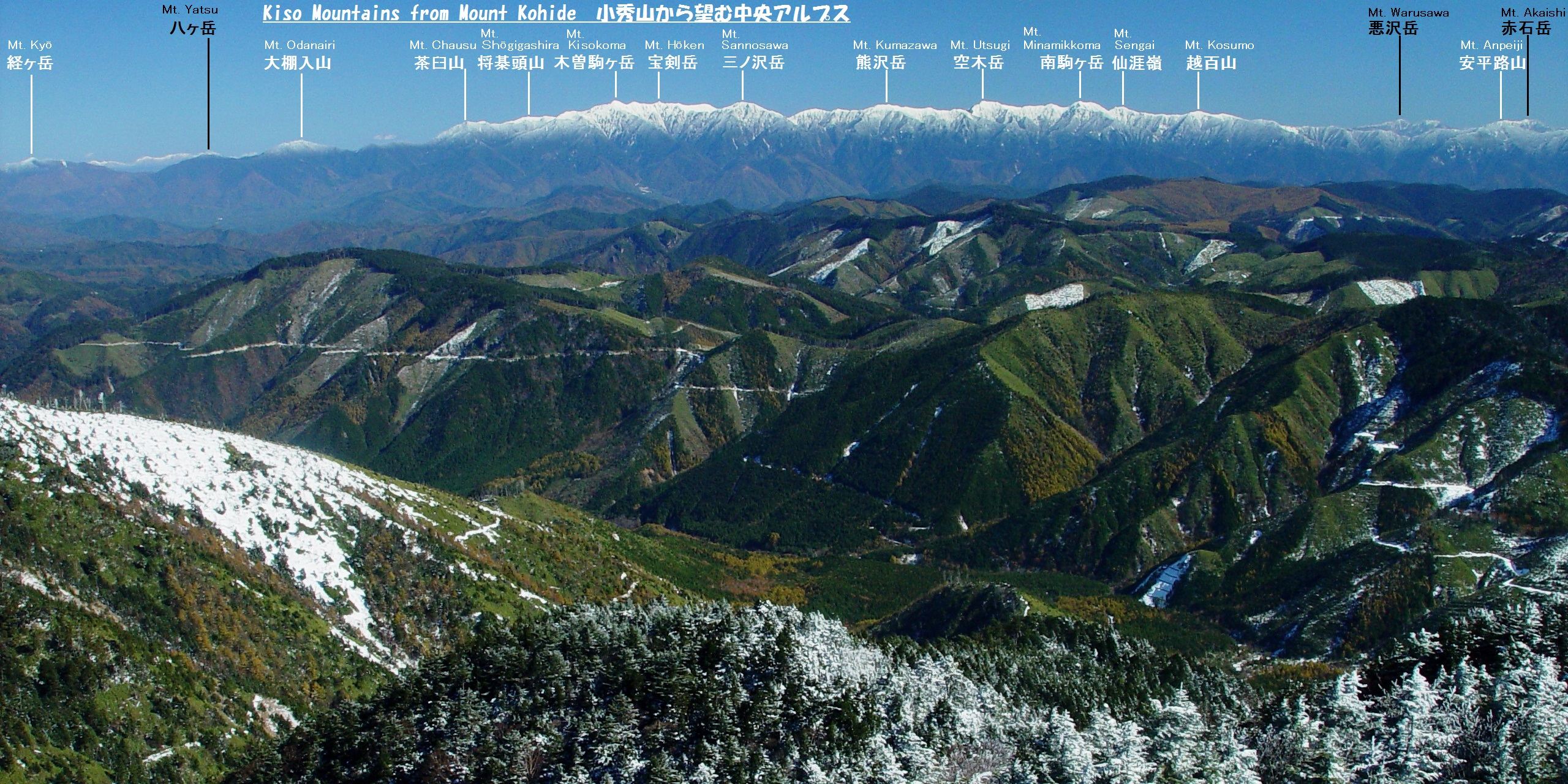
小秀山から望む中央アルプス

| 山容 | 名称       | 標高 （m） | 三角点           | 空木岳からの 方角と距離 (km) | 備考                        |
| ---- | ---------- | ---------- | ---------------- | ---------------------------- | --------------------------- |
|      | 御嶽山     | 3,067      | （一等） 3063.41 | 北西 36                      | 日本百名山                  |
|      | 木曽駒ヶ岳 | 2,955.95   | 一等             | 北 7.9                       | 日本百名山 木曽山脈最高峰   |
|      | 檜尾岳     | 2,727.74   | 三等             | 北 3.7                       |                             |
|      | 熊沢岳     | 2,778      |                  | 北北西 2.6                   |                             |
|      | 東川岳     | 2,671      |                  | 北西 1.3                     | ひがしかわだけ              |
|      | 空木岳     | 2,863.71   | 二等             | 0                            | 日本百名山 木曽山脈第二高峰 |
|      | 赤椰岳     | 2,798      |                  | 南 1.4                       | あかなぎだけ                |
|      | 田切岳     | 2,730      |                  | 南 1.4                       |                             |
|      | 南駒ヶ岳   | 2,841      |                  | 南南西 2.0                   | 日本二百名山                |
|      | 越百山     | 2,613.24   | 三等             | 南南西 4.6                   | 日本三百名山                |

#### 木曽殿越
空木岳と西側の東川岳との間の標高2497mの鞍部。平安時代の1180年（治承4年）に、武将木曾義仲が越えたという伝説があり、登山道には「義仲の力水」と呼ばれる水場がある。干天時には、涸れることがある。木曽殿山荘がある。

### 源流の河川
以下が主な源流の河川で、太平洋と伊勢湾に流れる。
- 太田切川、中田切川[8]（天竜川の支流）
- 伊奈川（木曽川の支流）

### 交通・アクセス
- 最寄りのインターチェンジは、中央自動車道の駒ヶ根インターチェンジである。
- 最寄りの駅は、伊那側はJR東海飯田線の駒ケ根駅で、木曽側は中央本線の倉本駅である。
- 登山で木曽駒ヶ岳方面より縦走する場合、駒ヶ岳ロープウェイが利用される場合がある[9]。

## 空木岳の風景

### 空木岳の山容

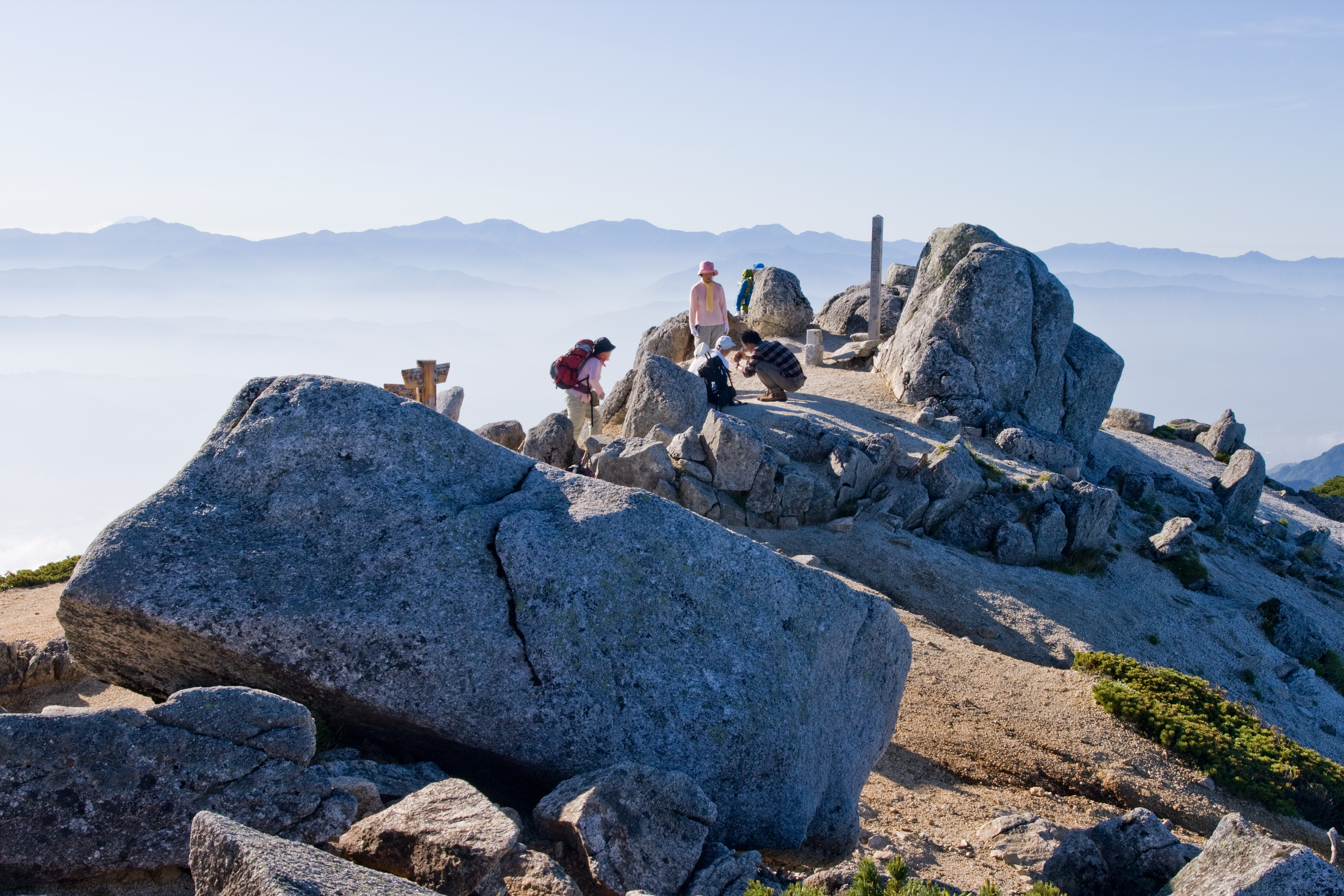
空木岳山頂
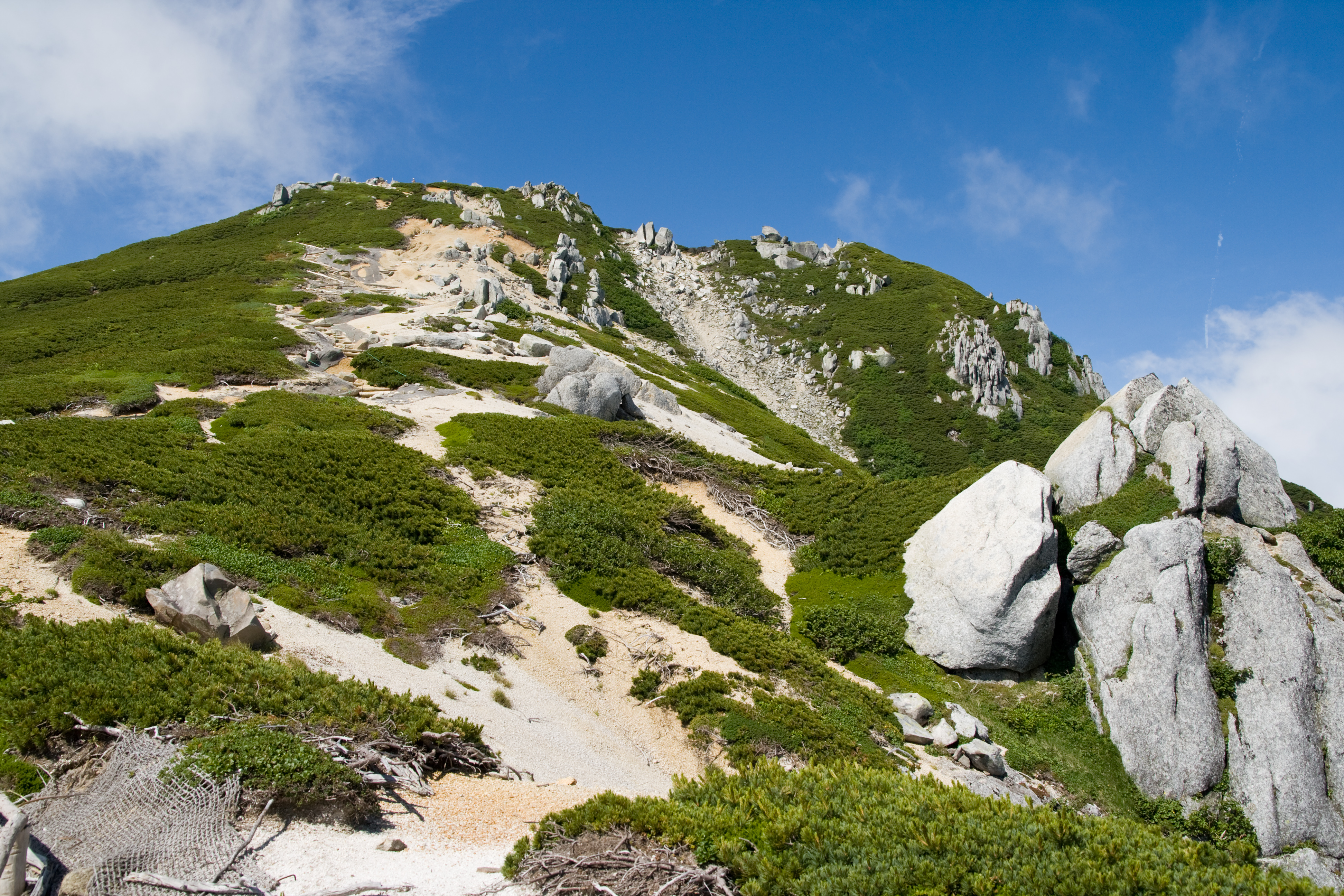
駒峰ヒュッテ前からの空木岳
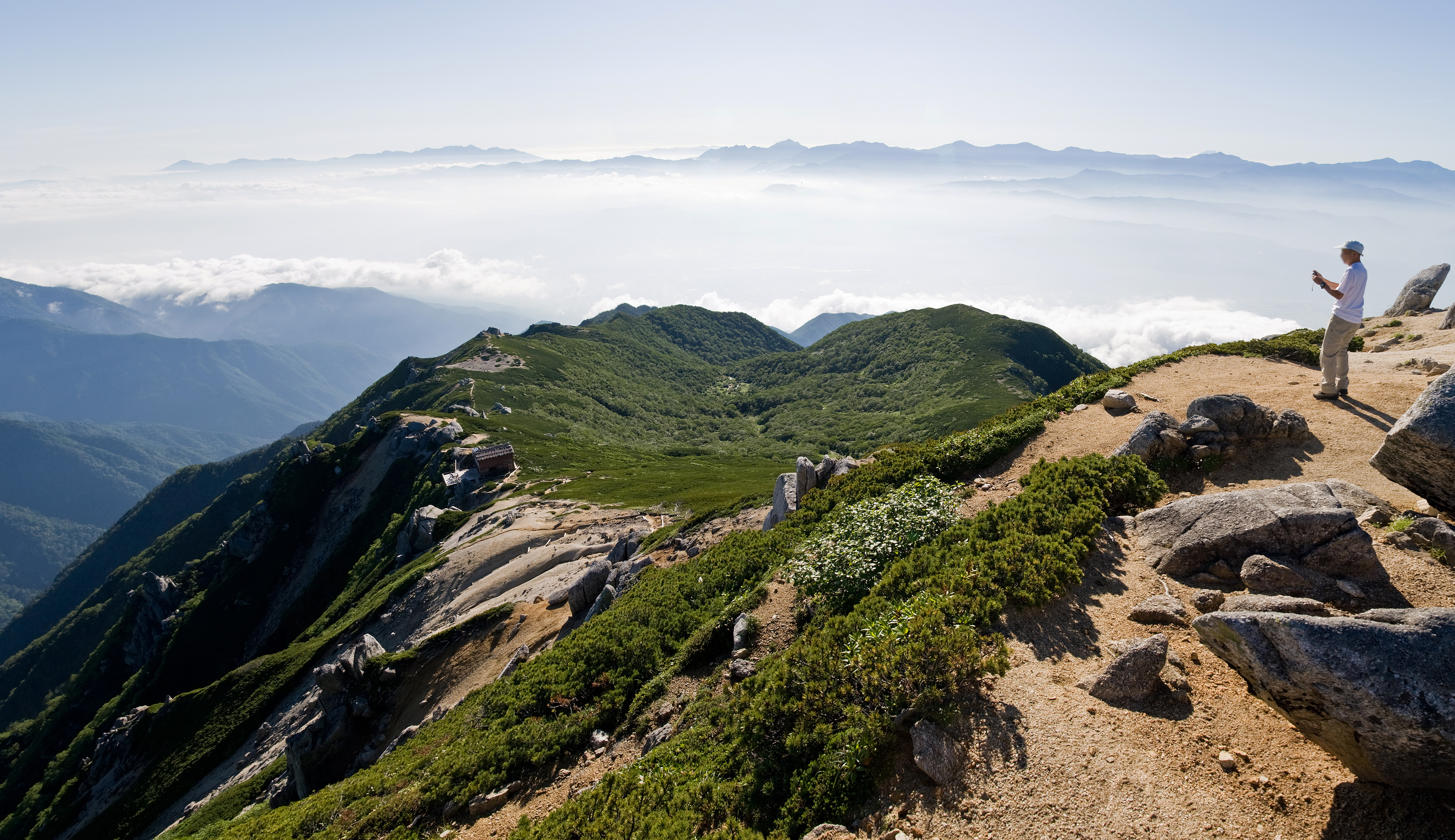
空木平カール
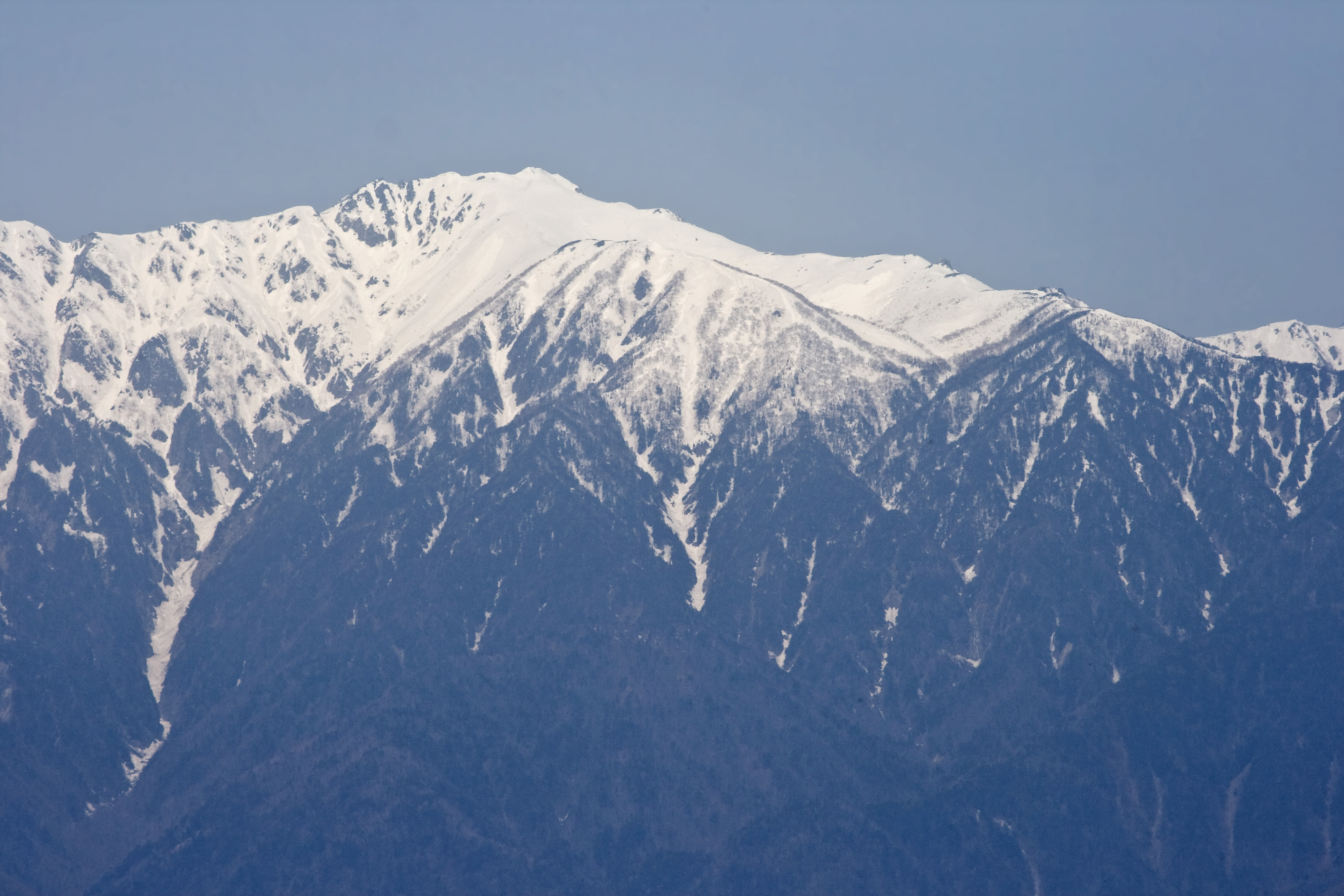
陣馬形山からの空木岳